# Campinas Esporte Clube (1939)
Campinas Esporte Clube (conhecido apenas por Campinas e cujo acrônimo é CEC) foi um clube de futebol brasileiro da cidade de Goiânia (GO).

## Campeonatos disputados
O Campinas foi um dos responsáveis por organizar o primeiro campeonato goianiense feito pela FGF. O time ainda disputou os Torneios Início de 1940 e 1944, além do primeiro Campeonato Goiano, ocorrido em 1944.

## Rivalidades
O clube possuía rivalidades com o Atlético Goianiense, Goiânia, Operário e ECG.

## Campanhas de destaque
| Campinas Esporte Clube | Campinas Esporte Clube | Campinas Esporte Clube | Campinas Esporte Clube | Campinas Esporte Clube |
| Torneio                | Campeão                | Vice-campeão           | Terceiro colocado      | Quarto colocado        |
| ---------------------- | ---------------------- | ---------------------- | ---------------------- | ---------------------- |
| Citadino de Goiânia    | 0 (não possui)         | 0 (não possui)         | 0 (não possui)         | 1 (1940)               |
| Campeonato Goiano      | 0 (não possui)         | 0 (não possui)         | 0 (não possui)         | 0 (não possui)         |

## Estatísticas

### Participações
|  | Participações em 2020 |

| Competição | Competição             | Temporadas | Melhor campanha | Estreia | Última | P | R |
| Goiás      | Campeonato Goiano (1D) | 1          | 5º colocado     | 1944    | 1944   |   | – |
| Goiás      | Citadino de Goiânia    | 1          | 4º colocado     | 1940    | 1940   |   | – |